# Tornado
 Ovo je glavno značenje pojma Tornado. Za druga značenja pogledajte Tornado (razdvojba).
Tornado je zračni vrtlog razorne snage. Spušta se iz veoma razvijenog kumulonimbusa u obliku tamnog, gotovo okomitog stupa, širokoga pri zemlji od nekoliko metara do nekoliko stotina metara. Osobito je česta pojava u nekima od Sjedinjenih Država Amerike. Zove se i: tvister. 
On je jedna od najsilovitijih pojava u prirodi. Prema definiciji iz knjige "Glossary of Meteorology" iz 1959. godine tornado je "bijesni rotirajući stup zraka, u dodiru je s tlom, nastaje kao privjesak kumuliformne naoblake i često je viđen kao ljevkasti oblak". 
Riječ "tornado" potječe od španjolskog glagola tornar (okretati). 
Tornado nastaje različitim fizičkim procesima u atmosferi. Za njegov nastanak potrebno je nekoliko uvjeta: nestabilnost atmosfere, mehanizmi podizanja i vlaga u srednjim i donjim dijelovima atmosfere. 
U blizini tla nestabilna zračna masa je topla i vlažna i relativno je hladnija u gornjim dijelovima atmosfere. Topli i vlažni dio zraka diže se i sastaje s hladnim i sušim. Povećanjem vlage započinje jače kondenziranje u kapljice vode i tada se energija (toplina) otpušta u okolni zrak, što je dovoljno da se uzlazno strujanje nastavi penjati. To se sve događa u oblaku kumulonimbusu (grudasto-kišnom oblaku), najnestabilnijemu i najopasnijemu od svih deset rodova oblaka. Strujanje toplog zraka se u oblaku sudara s ostalim strujanjima hladnijeg silaznog zraka i tada oblak počinje pokazivati vidljive rotacije koje se zbog sile teže pružaju do tla. 
Tornado nosi sve pred sobom, a ovisno o olujama kakvim nastaje može imati razornu jačinu i trajati do sat vremena. U tom vremenu može razoriti cijeli grad.
Jačine tornada označavaju se po dvije ljestvice, i to po Fujitinoj ljestvici i/ili TORRO ljestvici. Kategorije F0 i F1, odnosno T0 do T3 sadržavaju tornade koji imaju brzine vjetra do oko 180 km/h. 80 % tornada spada u te kategorije. Prosječni tornadi imaju promjer manji od 100 metara i pomaknu se nekoliko kilometara dok se ne raspuhnu. Žestoki tornadi mogu biti široki i po nekoliko kilometara, a imati brzinu vjetra preko 400 km/h.
Oluje s tornadima središnji dio SAD-a najčešće pogađaju u proljeće i ljeti. Neki sjevernoamerički Indijanci su zime provodili loveći u Velikoj nizini, dok su u proljeće migrirali na sjever na područje današnje Kanade da bi izbjegli ljetne vrućine i opasnost od tornada.
Hrvatsku su tijekom povijesti zahvatila dva tornada. Prvi tornado pogodio je 1892. Novsku, a drugi 2007. Slatinu.

## Vanjske poveznice
- Tornadi u Australiji  Arhivirana inačica izvorne stranice od 21. ožujka 2021. (Wayback Machine)